# Jezper Söderlund
Joakim Jesper Söderlund, noto anche con lo pseudonimo di Airbase (Göteborg, 27 agosto 1980), è un musicista e produttore discografico svedese, operante nel campo della musica trance.

## Biografia
Le prime sperimentazioni con la musica elettronica avvengono nel 1994 con uno Scream Tracker, ma diventa presto un hobby e infine un vero e proprio lavoro quando, nel 2001, firma il suo primo contratto discografico. Jezper utilizzò moltissimi pseudonimi per le sue composizioni, tra cui Scarab, First & Andre (insieme al fratello), Ozone, Moon, Inner State, J., J.E.Z.P., J.L.N.D., JZ, Loken, Mono, Narthex, One Man Army, Parc, Rah, Mika J. Tuttavia dal 2005 pubblicò principalmente con Airbase.